# Joseph Klausner
Joseph Gedaliah Klausner (em hebraico: יוסף גדליה קלוזנר) (20 de agosto de 1874 – 27 de outubro de 1958), foi um historiador israelense nascido na Lituânia e professor de literatura hebraica. Ele foi redator-chefe da Enciclopédia Hebraica e candidato à presidência de Israel na primeira eleição presidencial (1949) quando perdeu para Chaim Weizmann. Klausner foi tio-avô do autor israelense Amos Oz.

## Biografia
Joseph Klausner nasceu em Olkeniki, na província de Vilna, em 1874. Na virada do século XX, os Klausner deixaram a Lituânia e se estabeleceram em Odessa. Klausner era ativo nos círculos científicos, literários e sionistas da cidade. Ele foi um sionista comprometido, conheceu Theodor Herzl pessoalmente e participou do Primeiro Congresso Sionista. 
Em 1912, Klausner visitou a Palestina pela primeira vez e em 1919 se estabeleceu na região. Em 1925, tornou-se professor de literatura hebraica na Universidade Hebraica de Jerusalém, e se especializou na história do período do Segundo Templo. Embora não fosse um judeu ortodoxo, ele observava o sabá e as leis alimentares, e tinha um amplo conhecimento do Talmude e da literatura midráshica.

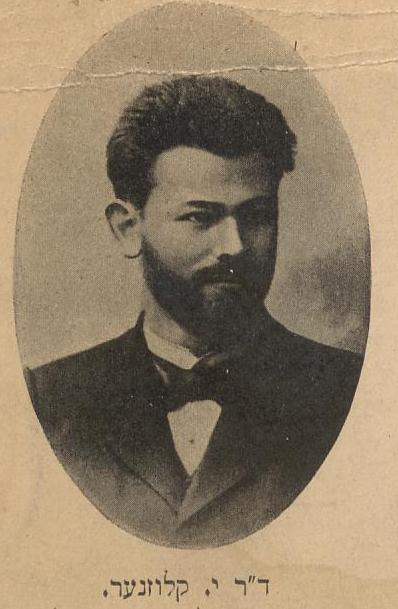
O jovem Joseph Klausner

Joseph Klausner fez parte do círculo de ativistas políticos sionistas russos de Odessa, que incluía Zeev Jabotinsky e Menachem Ussishkin. Embora não fosse um "homem do partido", ele apoiou o sionismo revisionista. Em 1919, ajudou a organizar o Ruslan, um navio que transportava refugiados e imigrantes judeus de Odessa para Jafa. Em julho de 1929, criou o Comitê Pró-Muro das Lamentações para defender os direitos dos judeus e resolver problemas sobre o acesso e as disposições para o culto no Muro das Lamentações, em Jerusalém. Sua casa no bairro de Talpiot foi destruída nos distúrbios palestinos de 1929. 
Apesar de sua ideologia sionista, Klausner teve inúmeras divergências com Chaim Weizmann. Os dois foram candidatos na eleição presidencial de 1949 quando Weizmann foi eleito o primeiro presidente de Israel.

## Carreira acadêmica
Klausner obteve um doutorado na Alemanha. Um dos seus livros mais influentes foi sobre Jesus. O livro Jesus de Nazaré e sua continuação, De Jesus a Paulo, lhe renderam fama. Nele, Klausner descreveu como Jesus era melhor compreendido como um judeu e israelita que estava tentando reformar a religião e morreu como um judeu devoto. Herbert Danby, um padre anglicano, traduziu a obra do hebraico para o inglês para que estudiosos ingleses pudessem se beneficiar das informações. Vários clérigos, indignados com Danby por traduzir o livro, exigiram sua retirada de Jerusalém. Mais tarde em sua carreira, ele recebeu uma cadeira em história judaica.
Em seu livro de memórias (A Tale of Love and Darness), o historiador Amos Oz, que era neto de Klausner, descreveu suas visitas de infância à casa dele em Talpiot e sua impressão sobre a erudição de seu avô. 

## Prêmios e reconhecimento

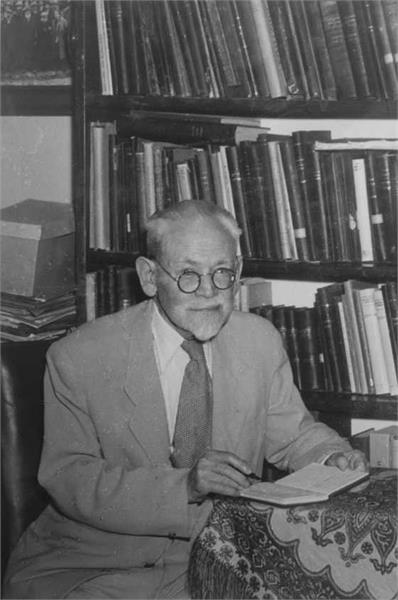
Joseph Klausner em 1945

Em 1941 e 1949, Klausner recebeu o Prêmio Bialik de pensamento judaico. Em 1958, recebeu o Prêmio Israel em estudos judaicos. Em 1982, em reconhecimento às suas realizações acadêmicas, o Estado de Israel emitiu um selo com a sua imagem.

## Obras publicadas
- Klausner, Joseph (1921). Jesus of Nazareth: His Life, Times & Teaching. Traduzido por Danby, Herbert. Nova York: Macmillan
- Klausner, Joseph (1932). A History of Modern Hebrew Literature (1785-1930). Traduzido por Danby, Herbert. Londres: M. L. Cailingold
- Klausner, Joseph (1942). From Jesus To Paul. Traduzido por Stinespring, William F. Nova York: Macmillan
- Klausner, Joseph (1954). The Messianic Idea in Israel: From Its Beginning to the Completion of the Mishnah. Traduzido por Stinespring, William F. Nova York: Macmillan. ISBN 1-4917-7210-7
- Klausner, Joseph (1989). Jesus of Nazareth: His Life, Times & Teaching. Traduzido por Danby, Herbert reeditada ed. Nova York: Bloch. ISBN 0819705659